# الحدود البرازيلية السورينامية
الحدود البرازيلية السورينامية هي الحدود الدولية بين البرازيل وسورينام ويبلغ طولها 593 كيلومترًا (368 ميل). وهي أقصر حدود دولية للبرازيل مع جيرانها. يتكون الجانب السورينامي من الحدود بالكامل من منطقة سيباليويني، وهي أكبر منطقة في البلاد. يقع الجانب البرازيلي من الحدود بالكامل تقريبًا داخل ولاية بارا، مع 52 كم فقط من الحدود في الشرق مع أمابا. 

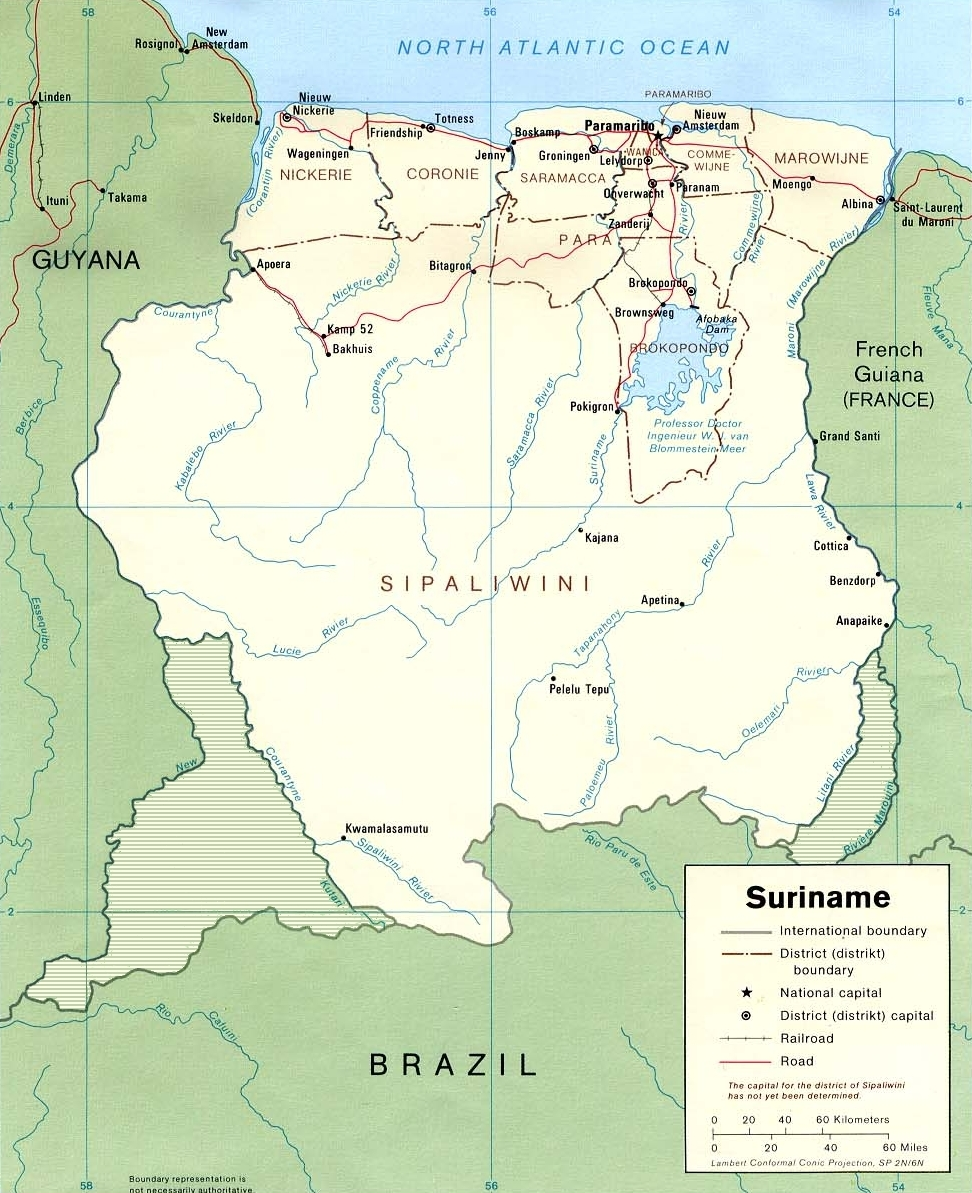
سورينام مع المناطق المتنازع عليها.

## وصف
تمتد الحدود بين نقطتين ثلاثيتين مع غيانا في الغرب وغويانا الفرنسية في الشرق. تعتبر منطقة الحدود بين البرازيل وسورينام معزولة للغاية، حيث لا يوجد بها سوى عدد قليل من القرى الأصلية والمالوكا على ضفاف النهر.
على الجانب السورينامي من الحدود، المدينة الأقرب هي كوامالاساموتو.

### تقسيم خط التصريف
إن الخط الفاصل بين البلدين هو مثال كلاسيكي لاتفاقية تقسيم الحدود عن طريق تقسيم خط الصرف، حيث لا يوجد تقاسم للأحواض الهيدروغرافية بين البلدين، وبالتالي تكون الحدود جافة تماما. وهكذا، لا تتمتع سورينام بالقدرة على الوصول إلى أنهار حوض الأمازون، التي تتدفق إلى الجنوب، كما لا تتمتع البرازيل بالقدرة على الوصول إلى أنهار حوضي كورانتين وماروني، اللذين يتدفقان إلى الساحل الشمالي، وهو جزء من المحيط الأطلسي يحد جزر غيانا.

## تاريخ
كانت البؤر الاستعمارية المبكرة في أمريكا الجنوبية، وخاصة في غيانا، محصورة إلى حد كبير في الساحل والأنهار. جعلت غابات الأمازون المطيرة الكثيفة استغلال الموارد المحتملة التي دفعت الفرنسيين والإنجليز والهولنديين والإسبان والبرتغاليين إلى استعمار المنطقة أمرًا صعبًا بسبب صعوبة عبور التضاريس. وقد أدى هذا إلى عدم ترسيم الحدود بين المناطق الأمازونية الداخلية في سورينام، التي كانت آنذاك مستعمرة هولندية، والبرازيل رسميًا حتى بعد عدة قرون من وجودها في المنطقة. 
بدأ الاهتمام بتحديد الحدود الرسمية بين البلدين في النصف الثاني من القرن التاسع عشر مع المفاوضات بين فنزويلا وإنجلترا وفرنسا والبرازيل بشأن حدود غويانا الفرنسية. حافظ الهولنديون على علاقات ودية مع البرازيل منذ استقلالها عن البرتغال وطلبوا منهم الانتظار لتحديد حدودهم المشتركة حتى لا يزعجوا فرنسا أو المملكة المتحدة اللتين كانتا مهتمتين بمنطقة الأمازون غير المطالب بها. وبمجرد أن وقعت البرازيل معاهدات مع فرنسا (1900) والمملكة المتحدة (1904) لتحديد حدودها الشمالية، وقع الهولنديون معاهدة الحدود التي تحدد حدود سورينام مع البرازيل في 5 مايو/أيار 1906. تم التصديق على هذه المعاهدة في لاهاي بتاريخ 15 سبتمبر 1908. وقد حددت المعاهدة الحدود على النحو التالي:
"تشكلت من الحدود الفرنسية غويانا الفرنسية إلى الحدود البريطانية غيانا البريطانية، وهي خط مستجمعات المياه بين حوض الأمازون إلى الجنوب، وأحواض الأنهار التي تتدفق إلى الشمال إلى المحيط الأطلسي."
تم التوقيع على إنشاء لجنتين، واحدة برازيلية وأخرى هولندية، تعملان معًا لتحديد الحدود في 22 سبتمبر 1931، ولكن تم تأجيل تأسيسهما حتى عام 1934. كانت اللجنة الهولندية بقيادة نائب مفوض الحدود الهولندي الأدميرال كونراد كاريل كايزر وكانت اللجنة البرازيلية بقيادة براس دي أجويار. واجهت مجموعتا المفوضين تحديات مختلفة في تحديد مكان وضع الحدود بسبب التيارات الموسمية المتغيرة خلال مواسم الأمطار، ومسارات مستجمعات المياه التي تتبع طرقًا غير عادية، ونقص المعرفة المحلية. توصلت اللجنتان إلى اتفاق في 30 أبريل 1938، في بليم بتقريرهما الذي ينص على أن "يبلغ طول الحدود 593 كيلومترًا وتم وضع 59 علامة حدودية لتحديدها".

## روابط خارجية
- معاهدة الحدود: النص الكامل (بالبرتغالية)